# The Essential Bonnie Tyler (2CD)
A The Essential Bonnie Tyler a wales-i énekesnő dupla-lemezes válogatásalbuma, amely 2006-ban jelent meg a Dél-Afrikai Köztársaságban. A kiadvány a Sony Music Africa The Essential névre keresztelt lemezsorozatának tagjaként került kiadásra csak a Dél-Afrikában. A két lemezkorongon részben kronologikus sorrendben csendülnek fel a dalok. A Sony Music most először jelentetett meg olyan kollekciót Bonnie Tyertől, amely az énekesnő zenei pályafutását, korszakait bemutatja. A lemezekre a eredeti, album verziók kerültek fel döntő többségében, így több dal is, hat, hét és nyolc perc hosszúságú.
A 31 dal között megtalálhatóak a hetvenes évekbeli nagy slágerei (It's A Heartache, Lost In France), amely az RCA kiadó gondozásában jelent meg. A nyolcvanas évekből a Total Eclipse of the Heart, Holding Out For a Hero és további, a CBS kiadó által megjelent dalok kerültek fel. A 90-es évekből a BMG és a Warner Musicnál kiadott kislemezdalait válogatták a lemezre, mint a Bitteblue, Making Love Out Of Nothing At All, Two Out Of Three Ain't Bad és érdekesség, hogy az All In One Voice című lemezről is kerültek fel dalok, pedig az 1998-as lemezről még nem került válogatásalbumra egy dal sem 2006-ig. 
A The Essential Bonnie Tyler kollekció utolsó három dala az énekesnő 2002-es Heart & Soul / Heartstrings című lemezről kiválasztott három dal, amelyeket Bonnie a Prágai Filharmonikusokkal készített közösen.

## Dalok
CD1:
| #  | Dalcím                                                                      | Zeneszerző              | Producer            | Hossz |
| -- | --------------------------------------------------------------------------- | ----------------------- | ------------------- | ----- |
| 1  | Total Eclipse of the Heart                                                  | Jim Steinman            | Jim Steinman        | 7:00  |
| 2  | Faster Than The Speed Of Night                                              | Jim Steinman            | Jim Steinman        | 6:45  |
| 3  | Holding Out for a Hero                                                      | Jim Steinman            | Jim Steinman        | 5:50  |
| 4  | Lost in France                                                              | R. Scott / S. Wolfe     | R. Scott / S. Wolfe | 3:50  |
| 5  | It’s A Heartache                                                            | R. Scott / S. Wolfe     | R. Scott / S. Wolfe | 3:31  |
| 6  | (The World is Full of) Married Men                                          | Musker / King           | R. Scott / S. Wolfe | 4:00  |
| 7  | More than a Lover                                                           | R. Scott / S. Wolfe     | R. Scott / S. Wolfe | 4:20  |
| 8  | Have You Ever Seen the Rain?                                                | John Fogerty            | Jim Steinman        | 4:09  |
| 9  | A Rockin’ Good Way (feat. Shakin' Stevens)                                  | Benton / otis / Dejesus | Benton /Otis        | 2:55  |
| 10 | Straight from the Heart                                                     | Bryan Adams             | Jim Steinman        | 3:45  |
| 11 | Loving You’s a Dirty Job (But Somebody’s Gotta Do It) (feat. Todd Rundgren) | Jim Steinman            | Jim Steinman        | 7:47  |
| 12 | The Best                                                                    | Holly Knight            | Desmond Child       | 4:10  |
| 13 | Bitterblue                                                                  | Dieter Bohlen           | Dieter Bohlen       | 3:55  |
| 14 | To Love Somebody                                                            | Bee Gees                | Desmond Child       | 5:50  |
| 15 | Call Me                                                                     | Dieter Bohlen           | Dieter Bohlen       | 4:00  |

CD2:
| #  | Dalcím                                                 | Zeneszerző       | Producer             | Hossz |
| -- | ------------------------------------------------------ | ---------------- | -------------------- | ----- |
| 1  | Making Love out of Nothing at All                      | Jim Steinman     | Jim Steinman         | 7:52  |
| 2  | Two Out of Three Ain’t Bad                             | Jim Steinman     | Jim Steinman         | 8:45  |
| 3  | Against the Wind                                       | Dieter Bohlen    | Dieter Bohlen        | 3:35  |
| 4  | Where Were You                                         | Albert Hammond   | Dieter Bohlen        | 4:00  |
| 5  | Fools Lullaby                                          | Dieter Bohlen    | Dieter Bohlen        | 3:52  |
| 6  | God Gave Love to You                                   | Dieter Bohlen    | Dieter Bohlen        | 3:48  |
| 7  | Silhouette In Red (with London Philharmonic Orchestra) | Dieter Bohlen    | Dieter Bohlen        | 3:55  |
| 8  | Sally Comes Around                                     | Dieter Bohlen    | Dieter Bohlen        | 3:40  |
| 9  | From the Bottom of My Lonely Heart                     | Dieter Bohlen    | Dieter Bohlen        | 3:35  |
| 10 | You Are So Beautyful                                   | Preston / Fisher | Dieter Bohlen        | 2:40  |
| 11 | You’re the One                                         | Klaus Meine      | Humberto Gatica      | 3:59  |
| 12 | Angel Of The Morning                                   | Chip Taylor      | Jimmy Smith          | 3:45  |
| 13 | I Put A Spell On You                                   | S. Jay Howkins   | Harold Faltermeyer   | 4:40  |
| 14 | Amazed (with Prague Philharmonic Orchestra)            | Almee Mayo       | M. Prior / D. Aspden | 4:06  |
| 15 | Learning To Fly (with Prague Philharmonic Orchestra)   | Tom Petty        | M. Prior / D. Aspden | 3:59  |
| 16 | It’s Over (with Prague Philharmonic Orchestra)         | Roy Orbison      | M. Prior / D. Aspden | 4:15  |

## Toplista
| The Essential Bonnie Tyler | Legjobb helyezés |
| -------------------------- | ---------------- |
| South African Chart Top 50 | 30               |